# Yoshimichi Hara
Yoshimichi Hara (原嘉道) (18 février 1867 – 7 août 1944) est un politicien japonais, président du Conseil privé durant la Seconde Guerre mondiale, du mois de juin 1940 jusqu'à sa mort en août 1944. Hara a toujours été réticent à utiliser la force militaire. En particulier, il a protesté contre le déclenchement de la Guerre du Pacifique au Gozen Kaigi. Bien que Hara est président du conseil privé, il a très peu de contrôle politique, puisque la quasi-totalité du pouvoir politique est concentrée dans les cabinets de guerre.
Après sa mort, Hara est décoré du titre posthume de baron (男爵, danshaku) impérial. Il est le dernier roturier à intégrer l'aristocratie japonaise.